# Vaccinium gitingense
Vaccinium gitingense är en ljungväxtart som beskrevs av Adolph Daniel Edward Elmer. Vaccinium gitingense ingår i Blåbärssläktet, och familjen ljungväxter. Inga underarter finns listade i Catalogue of Life.